# Deutsche Werbewissenschaftliche Gesellschaft
Die Deutsche Werbewissenschaftliche Gesellschaft e.V. (DWG) ist ein gemeinnütziger Verein mit Sitz in Köln. Er ist selbst wiederum Mitglied im Zentralverband der Deutschen Werbewirtschaft. Gegründet 1919 hat es sich der Verein zur Aufgabe gemacht, auf dem Gebiet der Markenführung und der Marktkommunikation eine Brücke zwischen der Wissenschaft und Praxis zu bilden. Zu diesem Zweck werden verschiedene Veranstaltungsformate durchgeführt, unter anderem die jährliche wissenschaftliche Jahrestagung. Die Mitglieder setzen sich entsprechend aus Wissenschaftlern und Praktikern zusammen. Der Verein ist außerdem Herausgeber der wissenschaftlichen Zeitschrift Transfer – Werbeforschung & Praxis.

## Geschichte
Der Verein wurde 1919 gegründet. Nach seiner Auflösung kam es 1975 zur Wiedergründung.